# Mount Canobolas
Der Mount Canobolas ist mit einer Höhe von 1397 Meter über dem Meeresspiegel der höchste Berg des Central Tableland von New South Wales in Australien.
Der Berg vulkanischen Ursprungs befindet sich 13 Kilometer südwestlich von Orange und 250 Kilometer von Sydney entfernt in der geschützten Mount Canobolas State Conservation Area.

## Geschichte
Der Mount Canobolas ist das traditionelle Land der Aborigines der Wiradjuri, von denen der Name des Berges Gaahna Bulla stammt, was zwei Schultern für die zwei Gipfel bedeutet (Old Man Canobolas und Young Man Canobolas). Das Berggebiet ist für die Initiationszeremonien der männlichen Wiradjuri und war für die Herstellung von Steinwerkzeugen und Ernte von Ess- und Heilpflanzen von Bedeutung.
Der erste Europäer, der den Berg im Jahr 1835 bestieg, war Major Thomas Livingstone Mitchell.

## Geologie
Der Mount Canobolas ist ein erloschener Vulkan in einem großen vulkanischen Gebiet. Vor 13 bis 11 Millionen Jahren ereigneten sich drei Vulkaneruptionen und Lava floss über ein Gebiet von 800 Quadratkilometern, während die zweite und dritte Eruption explosiver erfolgte, allerdings hatte die Lava eine andere chemische Zusammensetzung, war deswegen dickflüssiger und floss weniger weit.
Im Gebiet um den Berg entstand ein Vulkankomplex, in dem etwa 50 Diatreme, Gesteinsgänge, Vulkankrater und Vulkandome entstanden.
Der Mount Canobolas ist wegen seiner geologischen Bedeutung unter nationalen Schutz gestellt worden.

## Flora und Fauna
Über 300 Pflanzen befindet sich in dem Reservat, darunter zwei endemische Eukalypten (Eucalyptus canobolensis und Eucalyptus saxicola).
Etwa 95 Tierarten wurden im Berggebiet beobachtet wie Baumläufer, Honigfresser, Elster, Rosellasittich, Kängurus und Wallabys.

## Tourismus

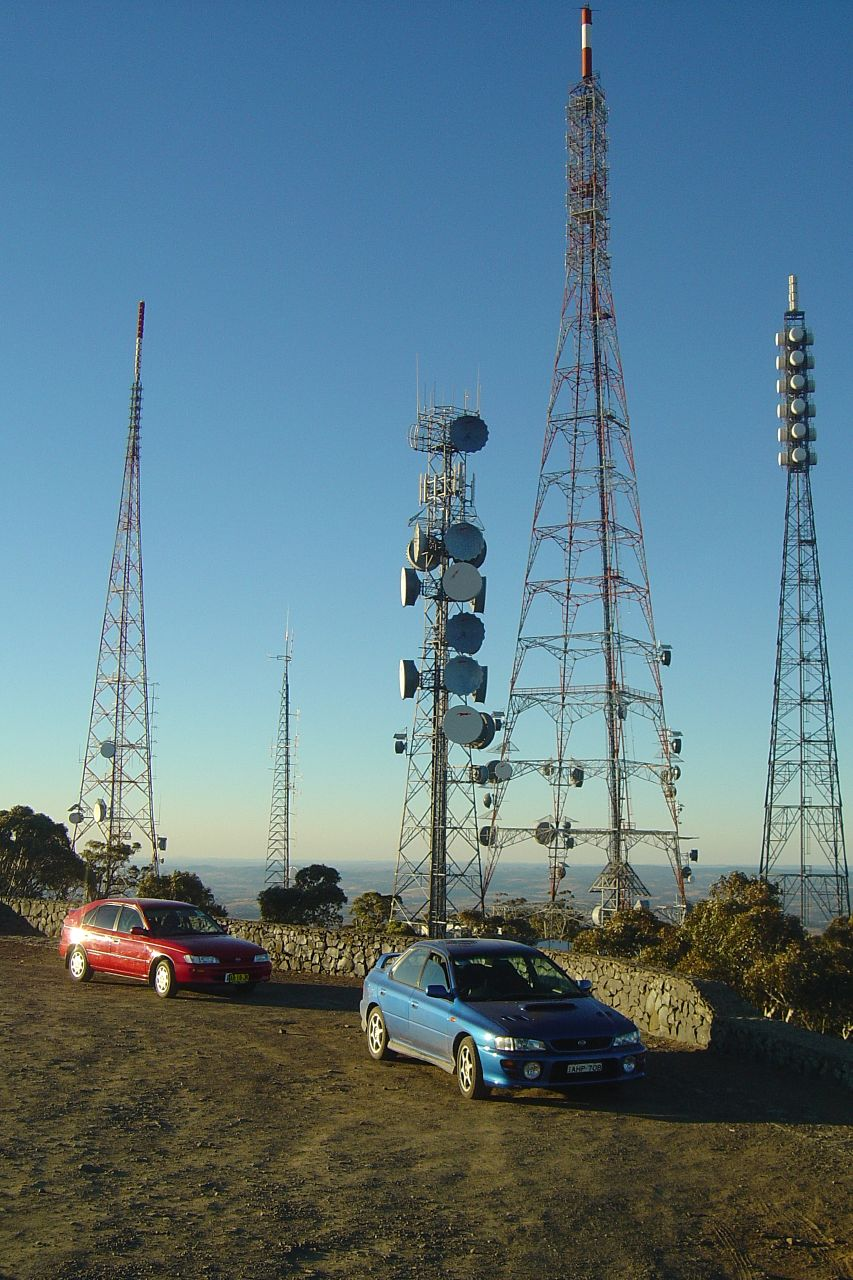
Sendestationen auf dem Gipfel des Mount Canobolas

Das Klima am Berg ist etwas gemäßigter als in der umgebenden Landschaft. Im Winter ist der Berg häufig schneebedeckt.
Es gibt sieben Wanderwege und der Gipfel ermöglicht einen Rundblick. Auf den nördlichen Hängen dieses Berges befindet sich ertragreicher vulkanischer Boden, der Weinbau ermöglicht.
Der Gipfel ist mit Fernseh- und Telekommunikations-Sendestationen von Airservices Australia, Royal Australian Air Force, Prime Television, WIN Television, Australian Broadcasting Corporation und Southern Cross Ten bebaut worden.